# Ейґіл Клемменсен
Ейґіл Клемменсен (дан. Ejgil Clemmensen, 21 червня 1890 — 24 жовтня 1932) — данський академічний веслувальник.
Бронзовий призер Олімпійських Ігор 1912 року в складі розпашної четвірки зі стерновим.